# Sorgkolibri
Sorgkolibri (Eupetomena cirrochloris) är en fågel i familjen kolibrier.

## Utseende
Sorgkolibrin är en rätt färglös kolibri med något nedåtböjd näbb. Fjäderdräkten är genomgående blek, med grönaktig rygg och enfärgat grå undersida. Bakom ögat syns en vit fläck. Könen är lika.

## Utbredning och systematik
Fågeln förekommer i skog och buskmark i östra och centrala Brasilien. Den behandlas som monotypisk, det vill säga att den inte delas in i några underarter.

### Släktestillhörighet
Arten placeras traditionellt som ensam art i släktet Aphantochroa, men genetiska studier visar att den trots avvikande utseende står nära svalstjärtad kolibri (Eupetomena macroura) och inkluderas allt oftare däri.

## Levnadssätt
Sorgkolibrin påträffas ofta i skogsbryn, öppen skog, gräsmarker och plantage. Den kan också besöka trädgårdar och kolibrimatningar.

## Status och hot
Arten har ett stort utbredningsområde, men tros minska i antal, dock inte tillräckligt kraftigt för att den ska betraktas som hotad. Internationella naturvårdsunionen IUCN listar arten som livskraftig (LC).

## Bilder

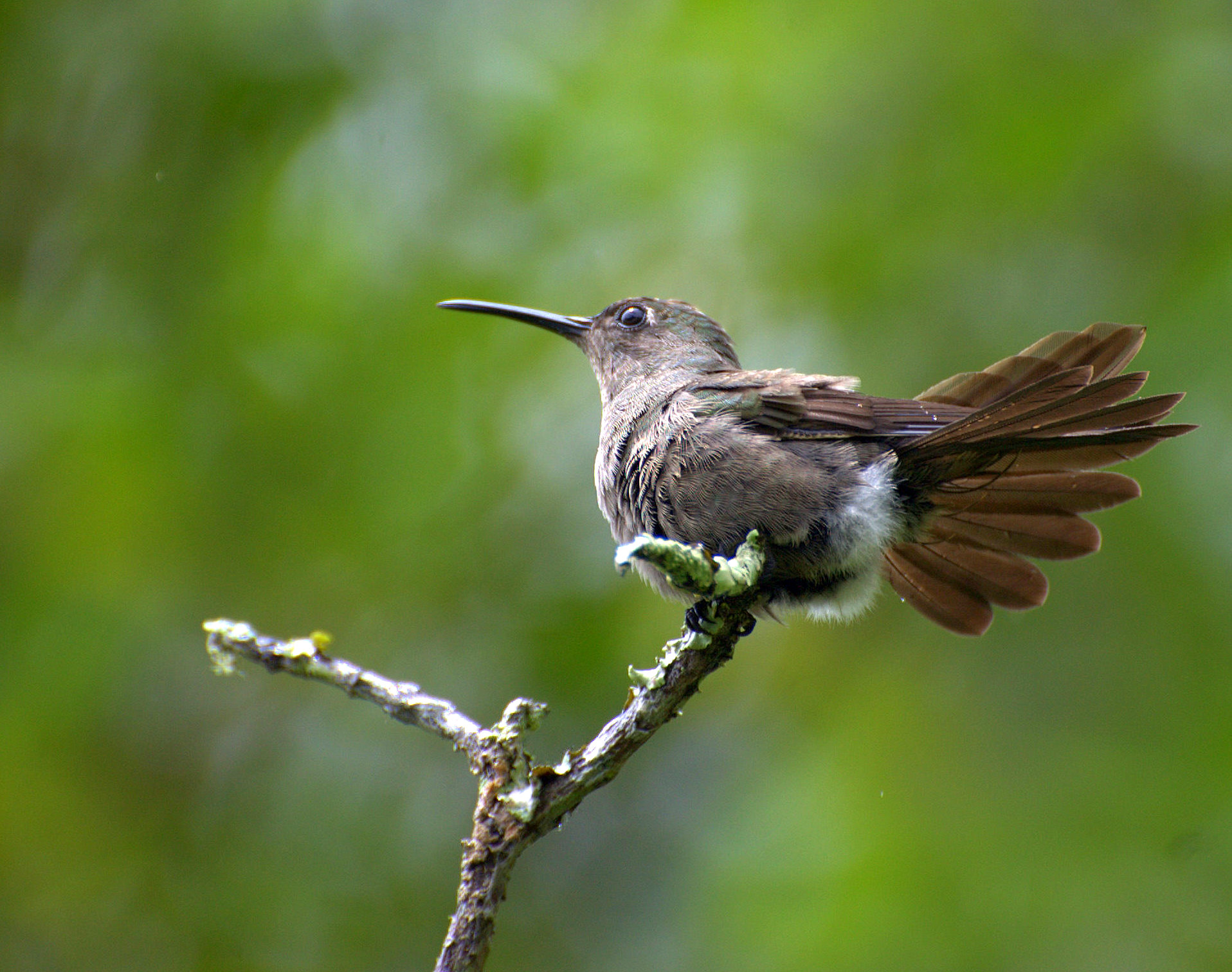
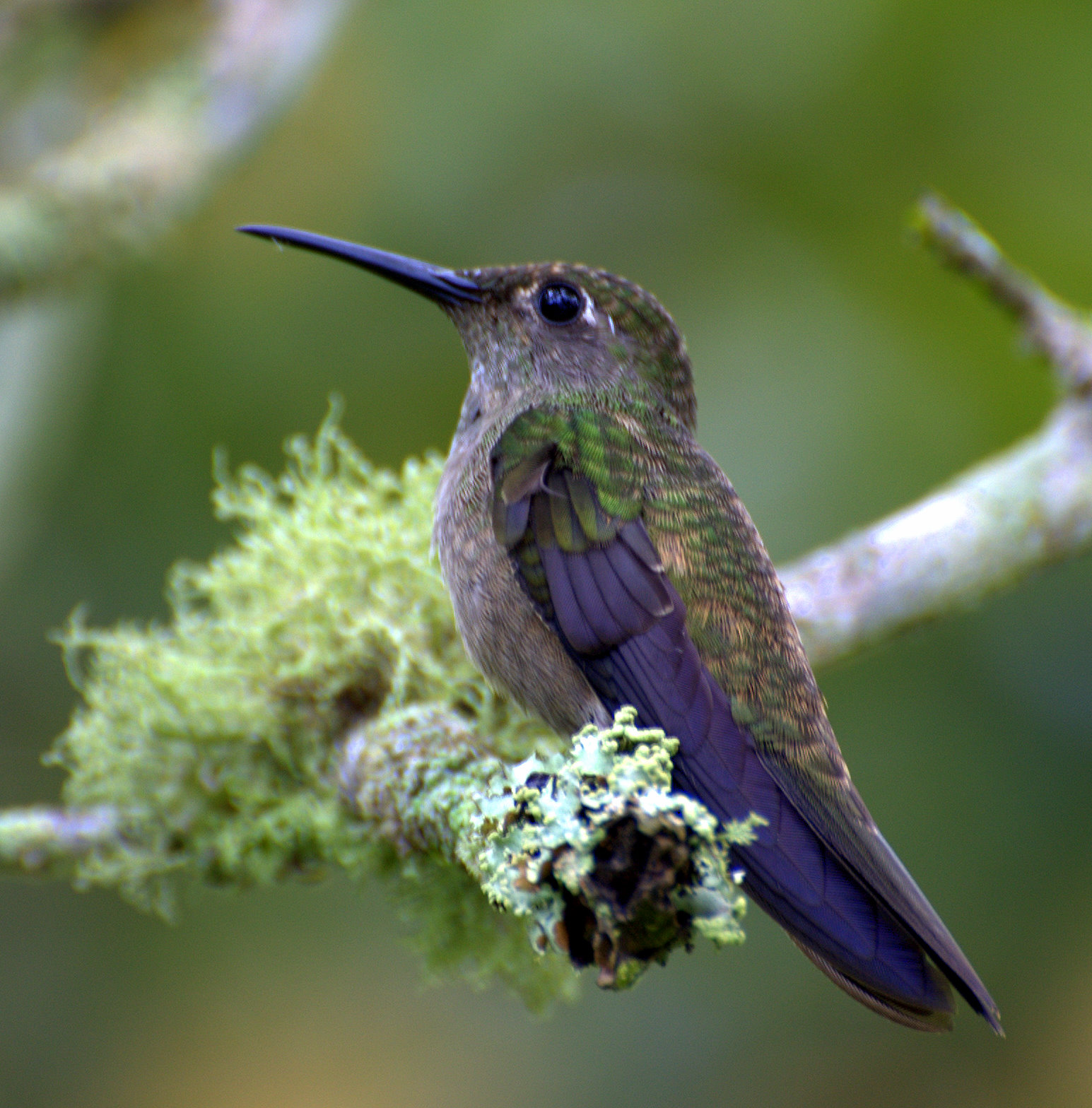
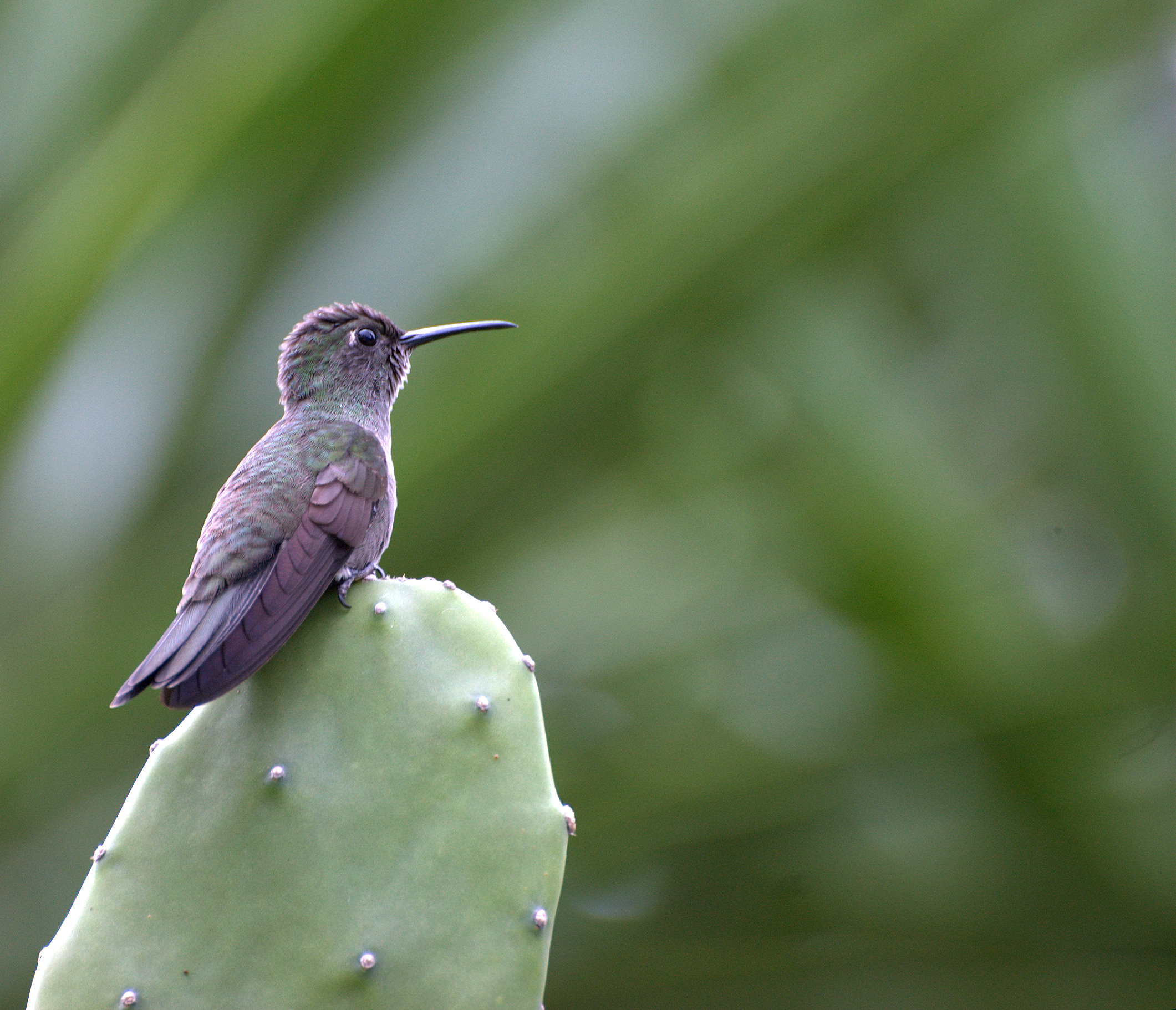
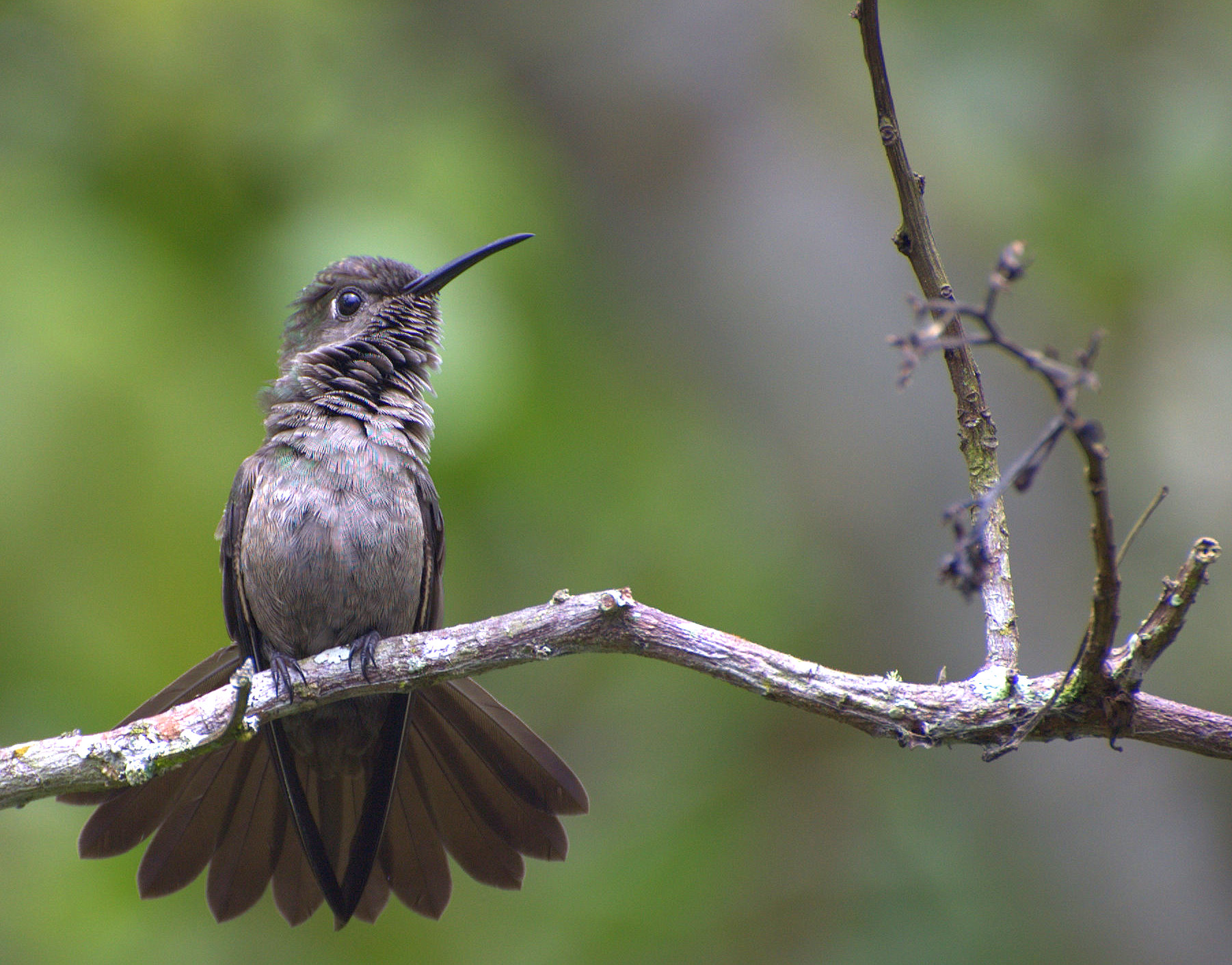